# Sam Johnstone
Samuel Luke "Sam" Johnstone (sinh ngày 25 tháng 3 năm 1993) là một cầu thủ bóng đá chuyện nghiệp người Anh hiện đang chơi ở vị trí thủ môn cho Crystal Palace và đội tuyển quốc gia Anh.
Là sản phẩm của Học viện Manchester United, Johnstone có thời gian được cho mượn tại Oldham Athletic, Scunthorpe United, Walsall, Yeovil Town, Doncaster Rovers, Preston North End và Aston Villa.
Anh là con trai của Glenn Johnstone, một cựu cầu thủ bóng đá chuyên nghiệp từng chơi ở vị trí thủ môn cho Preston North End vào đầu những năm 1990.

## Sự nghiệp câu lạc bộ

### Đầu sự nghiệp
Johnstone gia nhập Manchester United ở cấp học viện; trong mùa giải 2010-11, anh là thủ môn số một trong học viện. Trước đây anh làm việc trong nhà máy sơn Dulux. Vào ngày 26 tháng 7 năm 2011, Johnstone tham gia League One cùng Oldham Athletic theo dạng cho mượn, vì chọn lựa đầu tiên của họ đã phải ngồi ngoài do chấn thương. Anh đã hai lần xuất hiện ở hai trận giao hữu trước mùa giải; trận hòa 0-0 sân nhà với Burnley và một chiến thắng 1-0 sân khách trước Fleetwood Town, trước khi trở về câu lạc bộ cũ của mình. Vào ngày 9 tháng 9 năm 2011, Johnstone tham gia League One cùng Scunthorpe United, một khoản vay một tháng khi thủ môn đầu tiên Josh Lillis của họ bị chấn thương dài hạn. Ngày hôm sau anh có trận ra mắt tại Glanford Park trong trận hòa 1-1 với Sheffield United. Ngày 19 tháng 10 năm 2011, Johnstone bị trật khớp ngón tay trong một buổi tập, làm Scunthorpe United tìm kiếm một thủ môn khẩn cấp một lần nữa. Ngày 10 tháng 11 năm 2011, Scunthorpe gia hạn khoản vay đến ngày 9 tháng 12 năm 2011, sau đó lại được gia hạn đến ngày 10 tháng 1 năm 2012.
Ngày 20 tháng 3 năm 2013, Manchester United đã đồng ý cho Walsall mượn Johnstone. Johnstone giữ sạch lưới liên tiếp trong vài trận đầu tiên của mình và là thủ môn đầu tiên lựa chọn trong quá trình cho mượn của mình.
Ngày 17 tháng 8 năm 2013, Johnstone đã cho Yeovil Town mượn trong ba tháng. Anh có trận ra mắt trong cùng ngày và thua 2-0 trước Burnley, nhưng sau đó Johnstone đã bị chấn thương ngón tay và quay trở lại Manchester United để điều trị.
Ngày 31 tháng 1 năm 2014, Johnstone đã cho Doncaster Rovers mượn trong bốn tuần. Với thủ môn đầu tiên lựa chọn Ross Turnbull bị chấn thương, Johnstone ra mắt vào ngày hôm sau tại Keepmoat với Middlesbrough. Ngày 4 tháng 4 năm 2014, Johnstone đồng ý gia hạn cho vay đến khi kết thúc mùa giải 2013-14.

## Sự nghiệp quốc tế
Johnstone có trận ra mắt cho đội tuyển U19 Anh trong trận gặp đội tuyển U19 Slovakia vào tháng 9 năm 2010.
Anh cũng và đồng đội cũng đã từng vô địch giải bóng đá U17 châu Âu 2010, lúc đó anh là thủ môn đầu tiên được lựa chọn trước Jack Butland.

## Thống kê sự nghiệp

### Câu lạc bộ
Tính đến ngày 23 tháng 5 năm 2021.
| Câu lạc bộ               | Mùa giải            | Giải đấu            | Giải đấu | Giải đấu | Cúp quốc gia | Cúp quốc gia | Cúp liên đoàn | Cúp liên đoàn | Châu Âu | Châu Âu | Khác | Khác | Tổng cộng | Tổng cộng |
| Câu lạc bộ               | Mùa giải            | Hạng                | Trận     | Bàn      | Trận         | Bàn          | Trận          | Bàn           | Trận    | Bàn     | Trận | Bàn  | Trận      | Bàn       |
| ------------------------ | ------------------- | ------------------- | -------- | -------- | ------------ | ------------ | ------------- | ------------- | ------- | ------- | ---- | ---- | --------- | --------- |
| Manchester United        | 2011–12             | Premier League      | 0        | 0        | 0            | 0            | 0             | 0             | 0       | 0       | 0    | 0    | 0         | 0         |
| Manchester United        | 2012–13             | Premier League      | 0        | 0        | 0            | 0            | 0             | 0             | 0       | 0       | –    | –    | 0         | 0         |
| Manchester United        | 2013–14             | Premier League      | 0        | 0        | 0            | 0            | 0             | 0             | 0       | 0       | 0    | 0    | 0         | 0         |
| Manchester United        | 2014–15             | Premier League      | 0        | 0        | 0            | 0            | 0             | 0             | –       | –       | –    | –    | 0         | 0         |
| Manchester United        | 2015–16             | Premier League      | 0        | 0        | 0            | 0            | 0             | 0             | 0       | 0       | –    | –    | 0         | 0         |
| Manchester United        | 2016–17             | Premier League      | 0        | 0        | 0            | 0            | 0             | 0             | 0       | 0       | 0    | 0    | 0         | 0         |
| Manchester United        | 2017–18             | Premier League      | 0        | 0        | 0            | 0            | 0             | 0             | 0       | 0       | 0    | 0    | 0         | 0         |
| Manchester United        | Tổng cộng           | Tổng cộng           | 0        | 0        | 0            | 0            | 0             | 0             | 0       | 0       | 0    | 0    | 0         | 0         |
| Oldham Athletic (mượn)   | 2011–12             | League One          | 0        | 0        | 0            | 0            | 0             | 0             | –       | –       | 0    | 0    | 0         | 0         |
| Scunthorpe United (mượn) | 2011–12             | League One          | 12       | 0        | 0            | 0            | 0             | 0             | –       | –       | 1    | 0    | 13        | 0         |
| Walsall (mượn)           | 2012–13             | League One          | 7        | 0        | 0            | 0            | 0             | 0             | –       | –       | 0    | 0    | 7         | 0         |
| Yeovil Town (mượn)       | 2013–14             | Championship        | 1        | 0        | 0            | 0            | 0             | 0             | –       | –       | –    | –    | 1         | 0         |
| Doncaster Rovers (mượn)  | 2013–14             | Championship        | 18       | 0        | 0            | 0            | 0             | 0             | –       | –       | –    | –    | 18        | 0         |
| Doncaster Rovers (mượn)  | 2014–15             | League One          | 10       | 0        | 3            | 0            | 0             | 0             | –       | –       | 1    | 0    | 14        | 0         |
| Preston North End (mượn) | 2014–15             | League One          | 22       | 0        | 0            | 0            | 0             | 0             | –       | –       | 3    | 0    | 25        | 0         |
| Preston North End (mượn) | 2015–16             | Championship        | 4        | 0        | 0            | 0            | 0             | 0             | –       | –       | –    | –    | 4         | 0         |
| Aston Villa (mượn)       | 2016–17             | Championship        | 21       | 0        | 1            | 0            | 0             | 0             | –       | –       | –    | –    | 22        | 0         |
| Aston Villa (mượn)       | 2017–18             | Championship        | 45       | 0        | 0            | 0            | 0             | 0             | –       | –       | 3    | 0    | 48        | 0         |
| West Bromwich Albion     | 2018–19             | Championship        | 46       | 0        | 0            | 0            | 0             | 0             | 0       | 0       | 2    | 0    | 48        | 0         |
| West Bromwich Albion     | 2019–20             | Championship        | 46       | 0        | 0            | 0            | 0             | 0             | 0       | 0       | 0    | 0    | 46        | 0         |
| West Bromwich Albion     | 2020–21             | Premier League      | 37       | 0        | 0            | 0            | 0             | 0             | 0       | 0       | 0    | 0    | 37        | 0         |
| West Bromwich Albion     | Tổng cộng           | Tổng cộng           | 129      | 0        | 0            | 0            | 0             | 0             | 0       | 0       | 2    | 0    | 131       | 0         |
| Tổng cộng sự nghiệp      | Tổng cộng sự nghiệp | Tổng cộng sự nghiệp | 269      | 0        | 4            | 0            | 0             | 0             | 0       | 0       | 10   | 0    | 283       | 0         |